# 601.º Grupo Aéreo Naval
El 601.º Grupo Aéreo Naval (第六〇一海軍航空隊, Dai Roku-Maru-Hito Kaigun Kōkūtai) fue un grupo aéreo de portaaviones (luego convertido en unidad de guarnición de base aérea) de la Armada Imperial Japonesa durante la campaña del Pacífico de la Segunda Guerra Mundial.

## Estructura

### Unidades superiores
- 3.ª flota (15 de febrero de 1944 - 9 de julio de 1944)
- 1.ª División de Portaaviones (10 de julio de 1944 - 9 de febrero de 1945)
- 3.ª Flota Aérea (10 de febrero de 1945 - posguerra)

### Unidades inferiores
- 161.° Escuadrón de cazas (10 de julio de 1944 - 15 de noviembre de 1944)
- 162.° Escuadrón de cazas (10 de julio de 1944 - 15 de noviembre de 1944)
- 308.º  Escuadrón de cazas (20 de febrero de 1945 - posguerra)
- 310.º  Escuadrón de cazas (20 de febrero de 1945 - posguerra)
- 402.º  Escuadrón de cazas (5 de marzo de 1945 - 20 de abril de 1945)
- 1.º Escuadrón de Ataque (20 de febrero de 1945 - posguerra)
- 161.º Escuadrón de Ataque (10 de julio de 1944 - 15 de noviembre de 1944)
- 254.º Escuadrón de Ataque (20 de febrero de 1945 - 5 de marzo de 1945)
- 262.º Escuadrón de Ataque (10 de julio de 1944 - 14 de noviembre de 1944)
- 61.° Escuadrón de Reconocimiento (10 de julio de 1944 - 15 de noviembre de 1944)

## Comandantes
- Irisa Toshiie; 15 de febrero de 1944 - 19 de junio de 1944 (KIA; promoción póstuma de dos rangos).
  - Irisa fue oficial del aérea conjunta del portaaviones Taiho y murió en su hundimiento.
- Vacante; 19 de junio de 1944 - 10 de julio de 1944
- Capitán Suzuki Masakazu; 10 de julio de 1944 - 10 de febrero de 1945 (Capitán el 15 de octubre de 1944).
- Capitán Sugiyama Toshikazu; 10 de febrero de 1945 - 15 de agosto de 1945 (Capitán el 1 de mayo de 1945).